# 양자역학
양자역학(量子力學, 영어: quantum mechanics, quantum physics, quantum theory)은 분자, 원자, 기본 입자(전자, 소립자 원자핵 등) 미시적인 계의 현상을 다루는 즉, 물리계의 아주 작은 입자들을 연구하는 물리학의 분야이다. 또는 아원자 입자 및 입자 집단을 다루는 현대 물리학의 기초 이론이다. '아무리 기이하고 터무니없는 사건이라 해도, 발생 확률이 0이 아닌 이상 반드시 일어난다'(Anything that is possible will happen)는 물리학적 아이디어에 기초한다. 양자역학의 양자 (에너지)는 물리량에 기본 단위가 있으며,  그 기본 단위에 정수배만 존재한다는 뜻을 담고 있다. 현대 물리학의 기초인 양자역학은 컴퓨터의 주요 부품인 반도체의 원리를 설명해 주고, "물질의 운동이 본질적으로 비결정론적인가?" 라는 의문을 제기하며 과학기술, 철학, 문학, 예술 등 다방면에 중요한 영향을 미쳐 20세기 과학사에서 빼놓을 수 없는 중요한 이론으로 평가된다.
19세기 중반까지의 실험은 뉴턴의 고전역학으로 설명할 수 있었다. 그러나, 19세기 후반부터 20세기 초반까지 이루어진 전자, 양성자, 중성자 등의 아원자 입자와 관련된 실험들의 결과는 고전역학으로 설명을 시도할 경우 모순이 발생하여 이를 해결하기 위한 새로운 역학 체계가 필요하게 되었다. 이 양자역학은 플랑크의 양자 가설을 계기로 하여 슈뢰딩거, 하이젠베르크, 디랙 등에 의해 만들어진 전적으로 20세기에 이루어진 학문이다. 양자역학에서 플랑크 상수를 0으로 극한을 취하면 양자역학이 고전역학으로 수렴하는데, 이를 대응 원리라 한다.
미시세계를 탐구하는 양자역학에서 물리량은 기본적으로 불연속적이다. 이와는 반대로 거시세계를 탐구하는 고전역학에서 물리량은 연속적이였다.  다루는 이는 관찰 기준의 차이이다. 이해를 돕기 위한 간단한 비유로 우리가 모래사장을 멀리서 바라본다고 하면 이는 우리가 물리현상을 거시세계에서 보는 것이라고 할 수 있다. 이 관찰에서 모래사장의 표면은 연속적으로 보인다. 이는 거시세계에서 우리가 관찰하는 물리현상에서 물리량이 연속적으로 관찰된다는 것에 비유된다. 만약 우리가 점점 모래사장에 가까이 다가가 모래사장을 관찰한다면 이는 거시세계에서 미시세계로 관찰의 단위를 줄인 것이다. 모래사장 가까이서 모래사장을 관찰한다면 모래사장의 표면은 불연속적으로 관찰 될 것이다. 이는 미시세계에서 물리현상에 물리량이 불연속적으로 관찰 된다는 것과 비슷하다.
즉, 거시세계에서 특정 물리량을 관찰하면 그 물리량의 불연속성이 미시세계의 관찰 기준에 비해 너무 미세해 마치 그것이 연속적인 것처럼 보이지만, 관찰 단위가 거시세계보다 작은 미시세계에서 대상을 관찰하면 그 불연속성이 보이더라'라는 것이다.
양자역학은 모든 역학, 전자기학(일반 상대성 이론은 제외)을 포함하는 고전 이론을 일반화한다. 양자역학은 고전역학으로 설명되지 않는 현상에 대한 정확한 설명을 제공한다. 양자역학의 효과는 거시적으로는 관측이 어렵지만 고체의 성질을 연구하는 과정에서 양자역학 개념이 필수적이다. 예를 들어 드하스-판알펜 효과는 양자역학을 통해서만 설명이 가능하다. 물론, 원자 또는 그보다 작은 영역에서는 분명해진다.
양자역학이라는 용어는 독일의 물리학자 막스 보른(Max Born, 1882~1970)이 처음 제시했다. 독일어 'Quantenmechanik(퀀텐메카닉)'이 영어 'Quantum mechanics'로 번역되었고 일본에서 이를‘量子力學(료오시리키가쿠)’라 번역했는데 이것이 한국에 그대로 들어와 ‘양자역학'이라 부르게 되었다.
양자(量子)’로 번역된 영어의 quantum은 양을 의미하는 quantity에서 온 말로, 무엇인가 띄엄띄엄 떨어진 양으로 있는 것을 가리키는 말이다. ‘역학(力學)’은 말 그대로는 ‘힘의 학문’이지만, 실제로는 ‘이러저러한 힘을 받는 물체가 어떤 운동을 하게 되는지 밝히는 물리학의 한 이론’이라고 할 수 있다. 간단히 말해 ‘힘과 운동’의 이론이다. 이렇듯 양자역학이란 띄엄띄엄 떨어진 양으로 있는 것이 이러저러한 힘을 받으면 어떤 운동을 하게 되는지 밝히는 이론이라고 할 수 있다.

## 역사

### 연혁
- 1900년 실험으로 알고 있는 흑체 복사의 자외선 파탄을 해결하여 에너지 밀도의 주파수에 대한 함수를 도출하기 위해 플랑크가 에너지 양자(양자화)의 개념을 도입했다. 양자역학의 기본 상수 중 하나인 플랑크상수(Planck constant)가 h라는 표시로 등장하였다.[6]
- 1905년 아인슈타인은 빛의 에너지가 양자(광자)로 구성되었다는 가설을 세우고, 이로써 광전 효과를 설명하였다.
- 1907년 아인슈타인은 양자 가설을 사용하여 고체 비열의 온도 의존성을 설명하였다 (아인슈타인 모형).
- 1912년 앙리 푸앵카레가 "양자론의 측면에서(Sur la théorie des quanta)"라는 논문에서 양자화의 엄밀한 정의를 논의 하였다.[7][8]
- 1913년에는 보어가 고전 역학으로는 설명할 수 없었던 수소의 불연속적인 스펙트럼을 양자화를 이용해 설명하는 이론을 세상에 내놓았다.
- 1924년에 드브로이는 드브로이파(물질파)의 개념을 주장했다.
- 1926년경엔 양자역학의 수학적 기초가 슈뢰딩거와 하이젠베르크에 의해 파동역학과 행렬역학이라는 두 가지 형식이 제안되었고, 슈뢰딩거는 이 두 형식이 동일한 물리학의 다른 표현임을 보였다.
- 1927년 하이젠베르크는 불확정성 원리를 도입하였고, 거의 같은 시기에 보른에 의해 파동함수가 명확하게 해석되었다. 이즈음, 디랙은 양자역학과 특수상대성이론을 통합하여 디랙 방정식을 만들었고, 또 브라-켓 표기법을 도입하였다.
- 1932년 폰노이만은 양자역학의 수학적 공식화를 하였다.
- 1940년대엔 파인먼, 다이슨, 슈윙거, 도모나가에 의해 양자전기역학이 성립되었다. 비슷한 시기에, 폴링의 양자화학을 필두로 양자역학이 여러 실용적인 문제와 미시계의 시뮬레이션에 활용되기 시작했다. 이는 코펜하겐 해석의 완성자인 폴링, 원자 폭탄의 아버지인 오펜하이머 등의 학자들의 노력으로 발전하였다. 최근 밀도범함수이론이 발전하여, 슈뢰딩거의 방정식과는 다른 각도에서 문제를 근사적으로 풀이할 수 있게 되면서, 양자역학의 미시계 모사는 성공적으로 자리잡았다.
- 양자 색역학의 역사는 1960년대 초부터 시작했다. 현재 알려진 것과 같은 이론은 폴리처, 그로스, 윌첵과 같은 사람들에 의해 1975년에 완성되었다. 슈윙거, 힉스, 골드스톤 등과 다른 많이 선구적인 연구에 기초해서, 글래쇼, 와인버그, 살람 등은 약한 핵력과 양자전기역학이 하나의 전기·약 작용으로 나타나는 것을 각각 증명했다.

### 형성기
제1차 세계 대전의 종료와 평화의 회복과 더불어 물리학의 발전이 시작되었다. 1918년도의 노벨상은 패전국 독일의 물리학자인 막스 플랑크에게 수여되었으며(알베르트 아인슈타인 1921년, 닐스 보어 1922년), 독일을 중심으로 하여 양자론이 진전되었다. 그 주요 중심지는 1921년 이론물리학 연구소가 개설된 코펜하겐(닐스 보어)을 비롯하여 뮌헨(아르놀트 조머펠트), 괴팅겐(막스 보른, 막스 플랑크), 레이던(파울 에렌페스트)이며, 그 밖에 취리히의 에르빈 슈뢰딩거, 베를린의 알베르트 아인슈타인이 가담하였다. 이 형성기는 또한 젊은 세대의 활약이 특징적이었다.
양자역학 형성의 길은 두 갈래로 되어 있다. 한쪽은 보어의 원자 모형에서 출발하여 대응원리(對應原理)에서 행렬 역학으로 통한 길이다. 또 한쪽은 아인슈타인의 광자로 비롯하며, 루이 드브로이의 물질파를 거쳐서 도달하는 파동역학의 길이었다. 이 둘은 그 형성과정이나 수립된 이론이 전혀 달랐지만 얼마 안 가서 실은 같은 내용이라는 것이 판명되고, 통일체로서의 양자학으로 간추려졌다. 그리하여 양자역학의 형성이 일단락될 무렵, 물리학은 재차 새로운 단계에 이르렀다.

### 성립기
행렬역학과 파동역학은 다른 관점에서 출발하였고, 전혀 다른 형태를 갖추고 형성되었으나, 그 이룩한 결과는 일치했다. 이것을 우연이 아니라고 생각한 에르빈 슈뢰딩거는 파동역학에서 행렬역학의 유도를 시도하여 양자의 동등성(同等性)을 증명하는 데 성공하였다. 폴 디랙과 파스쿠알 요르단(Pascual Jordan)은 변환이론(變換理論)을 수립하였으며, 이것으로 두 개의 이론은 하나로 통합되어 1926년경에는 양자역학이 성립되었다.
양자역학의 형식은 성립되었어도, 그 물리적 해석에는 아직도 많은 문제가 남아 있었다. 예컨대 파동의 개념에 대하여서도 파동역학의 창시자 슈뢰딩거는 이것을 실재(實在)하는 것으로 보았지만 아인슈타인의 반론을 받고, 보른의 확률해석이 이에 대체되었으나, 마침내 이것도 불충분하여 많은 모순으로 유도되는 것이 판명되었다. 이리하여 결국 낡은 물리학의 사고방식으로는 양자론의 개념은 어떻게도 설명할 수 없음이 차차 확실해졌고, 드디어 1927년에 베르너 하이젠베르크의 불확정성 원리가 등장하였다. 파와 입자의 두개의 상(像)을 결부시킴으로써 발생하는 이 관계는, 미시적 세계에서는 일상경험에서 만들어진 관념은 이미 통용되지 않는다는 것을 강조하는 것이다. 보어는 이 생각을 다시 자연인식 일반에 펼쳐 양자역학의 일관된 해석을 수립하려고 하여, 같은 해 상호보완성 원리를 제창하였다. 현상의 시공적(時空的)인 기술과 인과적 관계와는 서로 보충하는 동시, 서로 배제한다는 것이 골자이다.
아인슈타인은 이와 같은 새로운 양자론의 해석에 찬성하지 않고 일관하여 EPR 역설 등 의문을 계속 제출하였지만, 한편으로는 기묘한 양자역학의 주장은 당시의 사상계에도 큰 영향을 주어, 물질의 부정이나 주관주의·실증주의 경향의 세력이 증가하는 기초가 되기도 하였다.

## 철학적 함의
양자역학(量子力學)의 결론들은 당시 과학자(및 일반인)들이 가진 고전역학적 직관으로는 이해하기 힘든 것이었기에, 이 이론이 실재에 대해서 무엇을 말해주는지에 대해 많은 해석과 철학적 논쟁이 있었다.
많은 수의 물리학자들은 보어 등이 개발한 코펜하겐 해석을 받아들이고 있다. 이 해석에서 양자역학의 확률적 측면들은 우리의 지식의 부족함을 말해주는 것이 아닌 실재 그 자체이며, 따라서 결정론적 이론에 의해 설명될 수 없다.
양자역학을 개발한 이들 중 한 명인 아인슈타인은 이 이론의 무작위성을 좋아하지 않았고, 양자역학의 현상인 도깨비 원격현상등을 강력히 부정하면서 "신은 주사위놀이를 하지 않는다"라고 말했다. 그는 양자역학의 근본에는 보다 깊은 국소적 숨은 변수 이론이 있을 거라고 주장했다. 아인슈타인은 양자역학에 대해 여러 가지 반박을 제시했는데, 그중 가장 유명한 것은 EPR 역설이라 불린다. 벨은 EPR 역설을 이용해, 조건법적 명확성(counterfactual definiteness)을 가정한 경우 양자역학과 국소적 이론 사이에 실험적으로 확인 가능한 차이가 있음을 증명했다. 실험을 통해서, 실제 세계는 조건법적으로 명확하지 않거나 비국소적이라는 것이 증명되었다.
영문학 교수이자 작가인 루이스는 비결정론이 그의 철학적 신념에 어긋난다는 이유로 양자역학을 불완전한 이론으로 보았다. 그는 하이젠베르크의 불확정성 원리가 존재론적 비결정성이 아닌 인식론적 한계를 보여줄 뿐이라고 생각했으며, 다른 많은 이들과 마찬가지로 이런 이유에서 숨은 변수 이론을 지지했다. 코펜하겐 해석을 둘러싼 보어-아인슈타인 논쟁은 당시의 양자역학을 둘러싼 논쟁 중에서 가장 대표적인 것이었다.
현재 표준적인 양자역학의 해석은 코펜하겐 해석이나, 그 외에도 다음과 같은 해석들이 존재한다.
- 숨은 변수 이론 이 해석은 아인슈타인이 주장한 것이었는데, 후에 실험을 통해 완벽히 반박되었다.
- 봄 해석 (Bohm interpretation)
- 다세계 해석 이 해석은 (제한적 의미에서) 국소적이지만 조건법적 명확성을 포기한다.

### 파동함수·불확정성 원리 등장- 앎의 한계 지적
양자역학이라는 새 이론은 원자와 관련된 거의 모든 것을 설명할 수 있는 탁월한 이론이었다. 학자들은 이 이론을 토대로 점점 더 많은 문제들을 풀어나갔다. 하지만 또 한편으로 이 새로운 이론은 ‘우리가 안다는 것은 도대체 무엇인가’라는 아주 근본적이고 철학적인 문제를 새로 꺼내기 시작했다.
원자와 관련된 것을 설명하기 위해 양자역학은 ‘파동함수’라고도 하고 ‘상태함수’라고도 하는 수학적인 장치를 사용한다. 파동함수는 우리가 알고자 하는 양자역학적 계의 모든 양자역학적 정보를 담고 있다. 양자역학이 제안된 초창기부터 많은 물리학자들은 파동함수의 의미를 둘러싸고 논쟁을 벌였다. 이로 인해 파동함수가 정확히 무엇인지 도무지 알 수 없는 상황이 돼 버렸다. 다시 말하면, 파동함수가 우리가 가진 거시세계에 대한 직관 중 어떤 것에 대응하는지 알 수가 없다. 그전까지 물리학에서는 대체로 수학을 이용해 물리학 방정식이나 공식을 만들면, 그 의미는 인간이 경험하는 거시계로부터 얻은 직관과 잘 대응된다고 생각해 왔다.  그런데 양자역학에서는 가장 핵심이 되는 파동함수가 정확히 무엇인지 아무도 제대로 대답할 수 없는 듯 보였다. 게다가 하이젠베르크는 이 양자역학이라는 이론 안에 소위 ‘불확정성 원리’가 있음을 밝혔는데, 이는 입자가 어떤 속도로 어디에서 움직이고 있는가, 특정 시간에 얼마나 많은 에너지를 가지고 있는가 등을   안다는 것에 근본적인 한계가 있음을 말해 주었다. 실용적으로 물리현상을 아주 잘 설명해 주는 이론이 있는데, 정작 그 이론은 고전적으로 통용되던 우리가 안다는 것에 대해 회의적인 관점을 제시하고 있었던 셈이었다. 그보다 불과 100여 년 전에 프랑스의 수학자 피에르 시몽 라플라스(Pierre Simon de Laplace, 1749~1827)는 라플라스의 악마라는 개념을 통해, 원칙적으로는 물리학을 통해 물질계의 모든 것을 예측 할 수 있다고 제안했지만, 파동함수와 불확정성 원리의 등장으로 인해 우리가 원자에 대해 무엇을 알고 있는지, 그 개념마저 흔들리기 시작했다.

## 양자역학의 영향
플랑크와 보어의 초기 양자역학은 전자의 궤도가 점프하는 현상을 강조한 반면 후기의 슈뢰딩거, 하이젠베르크의 이론은 전자의 위치가 확률적 분포로밖에 알 수 없다는 점을 강조했다고 볼 수 있다. 초기의 양자역학은 원자폭탄, 반도체 등에 이론적 배경을 제공했고 후기의 양자역학은 물질에 대한 인간의 인식에 큰 변화를 주었다는 것에 큰 의의가 있다. 특히 후기 양자역학은 인간의 인식의 한계성을 인정함으로써 현대철학에도 큰 영향을 주었다.
한편으로는 19세기 말부터 20세기 초반까지의 실험가능한 물리학의 혁명적 발전이 실험이 불가능한 한계에 다다랐다는 점을 내포하기도 했다. 물리학은 실제로 20세기 후반부터 지금의 21세기 초반까지 끈 이론, 통일장 이론 등 여러 이론을 내놓았으나 실험이 불가능한 가설에 그치는 경우가 많았다.

## 같이 보기
- 양자장론
- 슈뢰딩거 방정식
- 양자역학의 수학적 공식화
- 양자역학의 해석
- 양자전기역학
- 양자색역학

## 참고 문헌
- Sakurai, Jun John; Jim J. Napolitano (2011). 《Modern Quantum Mechanics》 (영어). Addison-Wesley. ISBN 0805382917.
- Griffiths, David J. (2005). 《Introduction to Quantum Mechanics》 (영어). Addison-Wesley. ISBN 0131118927.
- 고재걸 (2000). 《양자역학》. 서울: 청문각. ISBN 978-8970883632.
- 송희성 (2009). 《양자역학》 2판. 서울: 교학연구사. ISBN 978-8935404391.
- 엄정인; 김인묵, 최준곤 (2002). 《양자역학》. 서울: 홍릉과학출판사. ISBN 979-1130412054.
- 최준곤 (2010). 《양자역학》 2판. 서울: 범한서적주식회사. ISBN 978-8971292327.
- Barletta, Antonio (2012). “An introduction to quantum mechanics for those who dwell in the macroscopic world”. arXiv:1201.4234.
- Cohen, Doron (2012). “Lecture Notes in Quantum Mechanics”. arXiv:quant-ph/0605180.
- Max Tegmark, John Archibald Wheeler (2001). “100 Years of the Quantum”. 《Scientific American》 284: 68–75. arXiv:quant-ph/0101077.
- 한스 라이헨바흐 저. 강형구 역. 《양자역학의 철학적 기초》. 지식을만드는지식. 2014년. ISBN 9791130412054